# وضعها ماكر (رواية)
"وضعها ماكر" هي رواية لكاتبة الجريمة البريطانيّة روث ريندل.  نُشرت لأوّل مرّة عام 1981، وتضمّ بطل مسلسلها الشّهير المفتش ويكسفورد ؛ وهو شخصية متكررة في سلسلة من الروايات البوليسية لكاتبة الجرائم والغموض الإنجليزية روث رندل. ظهر لأول مرة في عام 1964 في رواية من الجنون مع الموت، ومنذ ذلك الحين أصبح بطل 23 رواية أخرى (بالإضافة إلى بعض القصص القصيرة). إنّه الحادي عشر في السّلسلة.

## العنوان
العنوان مأخوذ من اقتباس من مسرحيّة شكسبير هاملت، الفصل الخامس، المشهد الثّاني:
"كيف حدثت هذه الأشياء: هكذا ستسمعون عن أفعال جسدية ودموية وغير طبيعية، وعن أحكام عرضية، ومذابح عرضية، وعن وفيات تم إجراؤها بسبب ماكر وقسري، وفي هذه النتيجة، سقطت الأغراض بشكل خاطئ على رؤوس المخترعين: كل هذا يمكنني تقديمه حقًا".

## النشر
تمّ نشر الرّواية في الولايات المتّحدة تحت عنوان مذكّرات الموت.

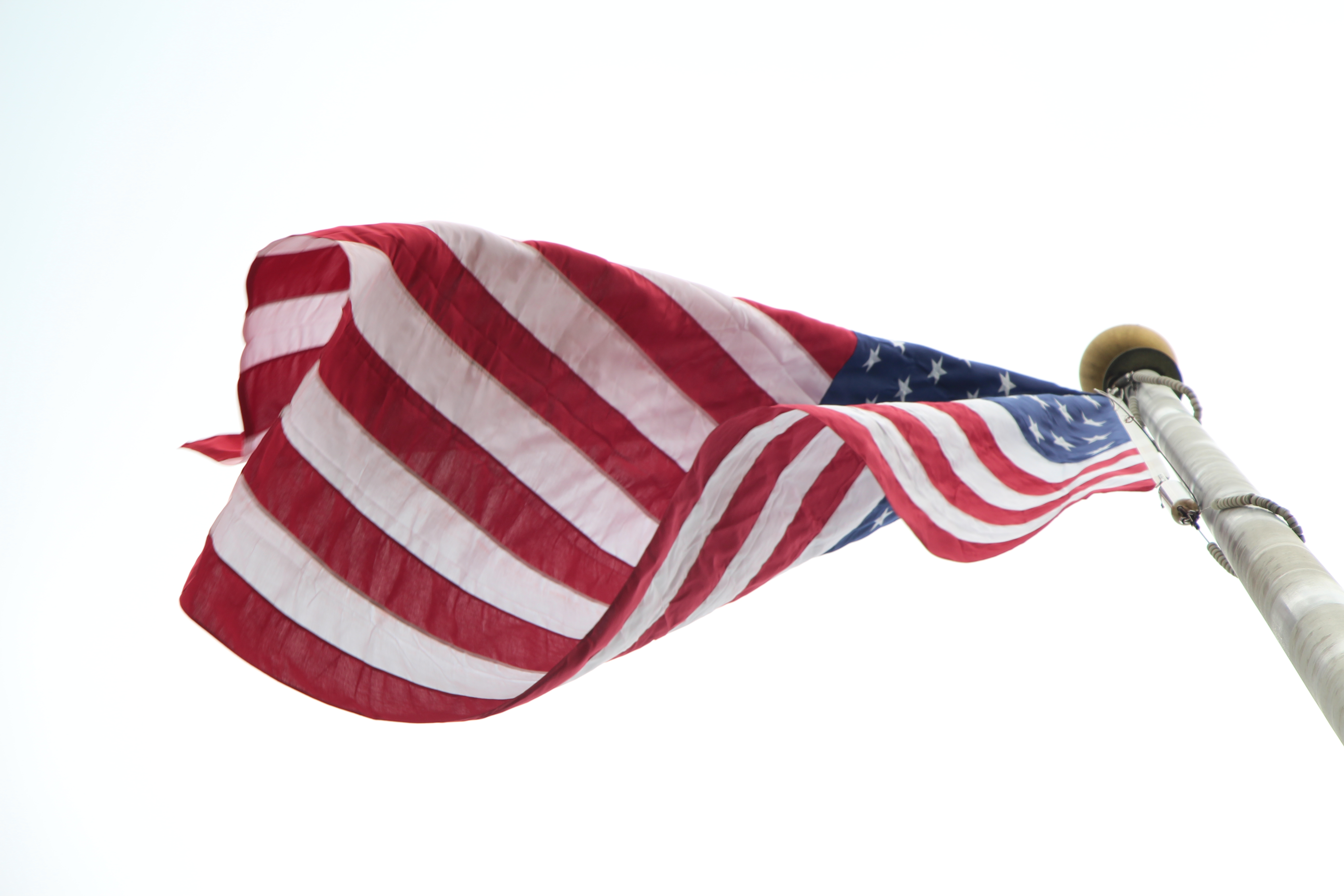
تم نشر الرواية في الولايات المتحدة.